# پادشاه و من (فیلم ۱۹۵۶)
پادشاه و من (انگلیسی: The King and I) فیلمی در ژانر رمانتیک و موزیکال به کارگردانی والتر لنگ است که در سال ۱۹۵۶ منتشر شد. از بازیگران آن می‌توان به دبورا کار، یول برینر و ریتا مورنو اشاره کرد.

## جوایز و نامزدی‌ها

### اسکار
این فیلم در ۹ بخش جایزه اسکار نامزد شده بوده که در ۵ بخش موفق به کسب جایزه شده‌است:

#### برنده
- جایزه اسکار بهترین بازیگر نقش اول مرد – یول برینر
- جایزه اسکار بهترین کارگردانی هنری فیلم رنگی – John DeCuir, Lyle R. Wheeler, Walter M. Scott, Paul S. Fox
- جایزه اسگار بهترین طراحی لباس فیلم رنگی – آیرین شرف
- جایزه اسکار بهترین موسیقی فیلم – آلفرد نیومن و کن داربی
- جایزه اسکار بهترین صدابرداری – کارلتون دابلیو. فاکنر; 20th Century Fox Sound Department

#### نامزد
- جایزه اسکار بهترین فیلم – چارلز براکت
- جایزه اسکار بهترین بازیگر نقش اول زن – دبورا کار
- جایزه اسکار بهترین کارگردانی – والتر لنگ
- جایزه اسکار بهترین فیلمبرداری – لئون شامروی

### گلدن گلوب

#### برنده
- جایزه گلدن گلوب بهترین فیلم موزیکال یا کمدی
- جایزه گلدن گلوب بهترین بازیگر زن فیلم موزیکال یا کمدی – دبورا کار

#### نامزد
- بهترین فیلم ترویج تفاهم بین‌المللی
- بهترین بازیگر نقش اول مرد – کمدی/موزیکالl – یول برینر

### بنیاد فیلم آمریکا
- AFI's 100 Years...100 Passions - #31
- ۱۰۰ سال... ۱۰۰ قهرمان و شرور به انتخاب بفا
  - Anna Leonowens, Hero - Nominated
- ۱۰۰ سال... ۱۰۰ آهنگ به انتخاب بفا Shall We Dance? - #54
- AFI's 100 Years of Musicals - #11